# 1996年夏季残疾人奥林匹克运动会瑞士代表团
1996年夏季残疾人奥林匹克运动会瑞士代表团是瑞士派出的1996年夏季残疾人奥林匹克运动会代表团。获得9枚金牌、6枚银牌和6枚铜牌。